# Dom Valpovo-Belišće
Dom Valpovo-Belišće, "informativni list za dom i obitelj", izlazio je utorkom, četvrtkom i subotom. Bio je namijenjen svim stanovnicima Valpova, Belišća i okolnih sela i većinom pisao o lokalnoj tematici. Izdavač "Doma Valpovo-Belišće" izdavao i Osječki dom (izlazio od IX. 2000. do 21-22. XI. 2006) te Baranjski dom (izlazio od III. 2006. do 23. XI. 2006). Jedan dio sadržaja (npr. televizijski program, križaljka i sl.) bio je isti u svim izdanjima, dok je drugi, veći dio sadržaja bio je vezan za sredinu u kojoj je list izlazio.
Nulti broj "Doma Valpovo-Belišće" nosio je datum 1. i 2. XI. 2005, a prvi je broj objavljen s datumom 8. i 9. XI. 2005. godine. List je u tom obliku prestao izlaziti sa 159. brojem od 21. i 22. XI. 2006, a nastavio se pojavljivati kao posebni dodatak s nazivom "Valpovo-Belišće" u regionalnim dnevnim novinama Slavonski dom.

## Osoblje
- Glavni urednik: Dario Topić
- Izvršni urednik: Vladimir Vazdar; od 138. broja Saša Matijević
- Direktor: Anđelko Balikić
- Direktor marketinga: Tihomir Jelavić (do 129. broja)
- Jedan od novinara bio je: Stjepan Najman
- Nakladnik: Datapress d.o.o. za izdavaštvo i usluge, Osijek; od 146. broja Paolo d.o.o.
- Adresa: Valpovo, Trg kralja Tomislava 11a/1
- Tiskar: Spajić d.o.o., Osijek